# 1723 Klemola
1723 Klemola је астероид главног астероидног појаса са пречником од приближно 31,30 km.
Афел астероида је на удаљености од 3,149 астрономских јединица (АЈ) од Сунца, а перихел на 2,876 АЈ.
Ексцентрицитет орбите износи 0,045, инклинација (нагиб) орбите у односу на раван еклиптике 10,920 степени, а орбитални период износи 1910,122 дана (5,229 година).
Апсолутна магнитуда астероида је 10,06 а геометријски албедо 0,170.
Астероид је откривен . 1938. године.